# Дом имени Юзефа Пилсудского (Краков, улица Олеандры)
Дом имени Юзефа Пилсудского, полное название Олеандры-Дом имени Юзефа Пилсудского (пол. Dom im. Józefa Piłsudskiego, Oleandry - Dom im. Józefa Piłsudskiego) — архитектурный памятник, находящийся в краковском районе V Кроводжа на улице 3 мая, дом 7 на углу с улицей Олеандры. Здание внесено в реестр охраняемых памятников Малопольского воеводства.
Дом находится на месте, с которого 3 августа 1914 года на территорию Царства Польского отправился пехотный отряд под названием «Первая кадровая компания», организованный Юзефом Пилсудским. Решение о постройке дома было принято на I съезде Союза польских легионеров. 23 декабря 1927 года городские власти передали в дар Союзу польских легионеров земельный участок, на котором сегодня стоит дом.
Здание в архитектурном стиле модернизм было спроектировано польскими архитекторами Адольфом Шишко-Богушем и Стефаном Стройкой. В 1928 году в годовщину обретения Польшей независимости краковский архиепископ Адам Сапега освятил краеугольный камень здания. Строительство дома началось в 1928 году и закончилось в 1934 году. 5 августа 1934 года состоялась церемония открытия первой юго-западной части дома, которая была построена на средства Союза польских легионеров.
В 1936 году в здании была открыта первая выставка памятных вещей в Зале «Кадрувка», а в Зале Почёта были установлены урна, в которую заложена земля с кургана Пилсудского.
После оккупации Польши немецкие власти запретили деятельность Союза польских легионеров, а во время Польской Народной республики власти запрещали достроить дом по запланированному проекту.
21 июня 1990 года здание было внесено в реестр памятников культуры Малопольского воеводства (№ А-853).
В настоящее время в Доме имени Юзефа Пилсудского находятся Архив борьбы за независимость, Музей борьбы за независимость, штаб-квартира Союза польских легионеров и штаб-квартира Федерации польских союзов защитников Отчизны.
Ежегодно 12 мая в доме собирается Всепольский съезд школ, названных именем Юзефа Пилсудского.